# František Borový
František Borový (n. 31 ianuarie 1874, Praga – d. 20 martie 1936, Praga) a fost un editor ceh.

## Biografie
S-a născut în familia moșierului František Borový (1844-1907) din orașul Jílové u Prahy. Tatăl său a fost din 1877 partener al profesorului Alfred Slavík (1847-1907) în compania editorială Slavík a Borový (1877-1883).
După ce a absolvit Gimnaziul Academic din Praga, a plecat să studieze medicina veterinară la Viena pentru a conduce în viitor ferma familiei. S-a întors acasă atunci când tatăl său s-a îmbolnăvit și nu și-a mai terminat studiile. Editura a fost preluată de fratele său, Josef, care a studiat electrotehnica la Universitatea Tehnică din Praga. Acesta a murit subit în anul 1898, iar autoritățile nu au permis preluarea concesiunii editurii de către tânărul František Borový. Activitatea editurii a fost întreruptă în perioada 1898-1912.
Pentru a obține iarăși concesiunea editurii, František s-a alăturat editurii Jan Otto,
unde a lucrat ca partener și contabil. În același timp a studiat economia politică și contabilitatea la Universitatea Tehnică din Praga. În anul 1912 a câștigat din nou concesiunea editurii și în anul următor a extins activitatea prin concesiunea unei librării. Compania a intrat ulterior în dificultăți economice și în anul 1928 a fost preluată de Jaroslav Stránský. Numele original al editurii a fost păstrat. František Borový a rămas director până în anul 1931, când a demisionat.
A fost căsătorit cu Františka Odlovou (1876-1932), cu care a fost o fiică pe nume Jaroslava (n. 1905). El a murit pe 20 martie 1936 și a fost înmormântat în Cimitirul Vinohrady din Praga (secțiunea 20, mormântul 162).

## Program editorial
Sub conducerea lui František Borový, editura s-a bazat în principal pe publicarea operelor literare originale în limba cehă. A mai publicat, de asemenea, a publicat cărți de călătorie și literatură științifică. Într-o mai mică măsură a publicat traduceri. În 1932 Josef și Karel Čapek au renunțat la colaborare cu editura Aventinum și s-au mutat la editura lui František Borový.
Editura a publicat cărți scrise de Vratislav Hugo Brunner, Josef Čapek, František Kysela, František Muzika, Vlastimil Rada și František Tichý.

### Reviste publicate (selecție)
- Červen (Stanislav Kostka Neumann) – din 1918; a publicat cărți în cadrul colecției Knižnici Června
- Jeviště (Jindřich Vodák)
- Kmen (František Xaver Šalda)
- Plán (Josef Hora)
- Přítomnost (Ferdinand Peroutka)
- Šibeničky (Eduard Bass)